# The Sarah Silverman Program.
Das Sarah Silverman Programm (Originaltitel: The Sarah Silverman Program.) ist eine amerikanische Fernsehserie der Komikerin Sarah Silverman. Sie wurde von 2007 bis 2010 vom Kabelsender Comedy Central ausgestrahlt; die deutsche Erstausstrahlung auf Comedy Central Deutschland erfolgte im Oktober 2008.

## Inhalt
Die Serie spielt in Valley Village (Los Angeles) und dreht sich um die arbeitslose Sarah, deren unreifes, kindisches Verhalten regelmäßig zu peinlichen Situationen führt. Finanziell unterstützt wird sie von ihrer jüngeren Schwester Laura (gespielt von der älteren Schwester der Hauptdarstellerin). Die beiden sind mit Brian und Steve, einem schwulen Paar, das im Gebäude von Sarah wohnt, befreundet. In der ersten Folge lernt Laura den Polizisten Jay kennen, mit dem sie seitdem liiert ist.
In der Serie wird häufig Fäkalhumor eingesetzt und auf ethnische Klischees zurückgegriffen. Fast jede Episode enthält außerdem Gesangseinlagen von Sarah Silverman.

## Synchronisation
Die Synchronisation der ersten zwei Staffeln entstand bei der Hermes Synchron in Potsdam, unter der Dialogregie von Axel Malzacher. Die dritte Staffel entstand bei der Level 45 GmbH in Berlin. Für die Dialogregie war diesmal Frank Schröder verantwortlich.
| Rolle           | Schauspieler    | Deutscher Sprecher       |
| --------------- | --------------- | ------------------------ |
| Sarah Silverman | Sarah Silverman | Claudia Urbschat-Mingues |
| Laura Silverman | Laura Silverman | Christin Marquitan       |
| Brian Spukowski | Brian Posehn    | Stefan Gossler           |
| Steve Myron     | Steve Agee      | Stefan Fredrich          |
| Jay McPherson   | Jay Johnston    | Bernd Vollbrecht         |

## Rezeption
Die Premiere der Sendung erzielte mit 1,8 Millionen Zuschauern eine außergewöhnlich hohe Einschaltquote. Für Comedy Central war dies die erfolgreichste Erstausstrahlung einer neuen Serie seit 2004 (Drawn Together mit 2,2 Millionen Zuschauern).
Von den Kritikern wurde die Serie begeistert aufgenommen. Tim Goodman vom San Francisco Chronicle hob den Ideenreichtum, die Dreistigkeit, den unanständigen Charme und die unbarmherzig lustige Weltanschauung hervor. Daniel Fierman von Entertainment Weekly nannte die Sendung „total lustig“. Im New Yorker schrieb Tad Friend, es handele sich um die niederträchtigste und zugleich eine der lustigsten Sitcoms seit Jahren. Doug Elfman (The Chicago Sun-Times) verglich die Serie mit Chappelle’s Show.
Auch international fand die Serie schnell Beachtung. In der Frankfurter Allgemeinen Zeitung beschrieb Nina Rehfeld die Serie als pubertär und derb und bezeichnete die Hauptdarstellerin als „Splatter-Königin unter Amerikas Komikern“. Marc Pitzke von Spiegel Online verglich Sarah Silverman mit Borat und ging vor allem auf den starken Gebrauch von Fäkalhumor ein.
Die sechsteilige erste Staffel wurde von Februar bis März 2007 zum ersten Mal ausgestrahlt. Nur elf Tage nach der Premiere gab Comedy Central den Auftrag für eine zweite Staffel mit 16 Folgen, die vom 3. Oktober 2007 bis zum 11. Dezember 2008 ausgestrahlt wurde. Als Grund für die frühe Vertragsverlängerung führte der Sender an, dass es sich bei der Serie um die meistgesehene Kabelfernsehsendung in der Prime Time handele.
Am 12. Mai 2010 gab Comedy Central bekannt, dass es keine vierte Staffel geben wird.